# Stadionul Gaz Metan
Das Stadionul Gaz Metan ist ein Fußballstadion mit Leichtathletikanlage in der rumänischen Stadt Mediaș. Es bietet Platz für 7814 Zuschauer und dient dem Fußballverein Gaz Metan Mediaș als Austragungsort der Heimspiele.

## Geschichte
Das Stadionul Gaz Metan in Mediaș wurde im Jahre 1945 erbaut. Seitdem nutzt der örtliche Verein Gaz Metan Mediaș, ebenfalls 1945 als Karres Mediaș gegründet, das Stadion als Austragungsort für Spiele der Fußballabteilung. Diese wurde bisher noch nie rumänischer Fußballmeister, drang aber 1951 als Flacăra Mediaș in das nationale Pokalfinale vor. Dort unterlag man jedoch mit 3:1 n. V. an CCA Bukarest. Aktuell spielt die Fußballmannschaft von Gaz Metan Mediaș in der Liga 1, der höchsten rumänischen Spielklasse, wo man in der Saison 2010/11 mit dem 7. Platz die beste Platzierung in der Vereinsgeschichte erreichte. Dadurch konnte Gaz Metan erstmals in der UEFA Europa League antreten und schied erst in den Play-off-Spielen gegen den FK Austria Wien aus. Im Jahr 2011 wurde das Stadion zwischenzeitlich auch von Universitatea Cluj, einem anderen Erstligisten, genutzt, da deren neues Stadion, die Cluj Arena für 30.600 Zuschauer, noch im Bau war.
Das Stadionul Gaz Metan bietet heutzutage Platz für 7814 Zuschauer. Diese Kapazität wurde im Rahmen von Renovierungsarbeiten im Jahre 2010 erreicht. Zuvor betrug das Fassungsvermögen der Sportstätte 4000 Zuschauerplätze. Bereits zuvor fanden einige Male kleinere Verbesserungen am Stadion statt, die zumeist die Sicherheit betrafen. Neben Fußball finden hier auch noch andere Sportarten statt, besonders Aktivitäten im Baseball sind häufig im Stadionul Gaz Metan.